# سوسنغورسك
سوسنغورسك (بالروسية: Сосногорск) هي إحدى مدن روسيا في الكيان الفدرالي الروسي جمهورية كومي.

## توأمة
لسوسنغورسك اتفاقيات توأمة مع:
- هالدنسليبن (2009 - )